# کوه کنیا
کوه کنیا (به سواحلی:  Kirinyaga) آتشفشان چینه‌ای خاموشی در شرق آفریقاست که در مرکز کشور کنیا و درست در جنوب خط استوا قرار دارد. ارتفاع این کوه در بلندترین قله‌اش به نام باتیان به ۵٬۱۹۹ متر می‌رسد و از این نظر دومین کوه بلند قارهٔ آفریقا پس از کلیمانجارو است که حدوداً در ۳۲۰ کیلومتری جنوب کوه کنیا قرار دارد. این کوه همچنین مرتفعترین کوه کنیا است و منطقهٔ آن در سال ۱۹۹۷ در فهرست میراث جهانی یونسکو قرار گرفت.

## مشخصات
کوه کنیا آتشفشانی چینه‌ای و خاموش است که نوک آن مشخصاً از قله‌هایی شیب‌دار و مخروطی‌شکل تشکیل شده که از مهمترین آنها می‌توان به باتیان (۵٬۱۹۹ متر)، نلیون (۵٬۱۸۸ متر) و پوینت لنانا (۴٬۹۸۵ متر) اشاره نمود. خود کوه بسیار فرسایش یافته و بلندترین قله‌های آن شامل سینیت نفلینی (نوعی سنگ آذرین) متبلور است که مجراهای قدیمی این آتشفشان خاموش را پوشانده‌اند. چندین یخسار کوچک و در حال عقب‌نشینی که بزرگترینشان یخسارهای لوئیز و تیندال هستند جویبارها و باتلاق‌های پایین دامنه‌های کوه را تغذیه می‌کنند. این جویبارها در نهایت به رود تانا یا رود ایواسو انگیرو می‌ریزند.
پارک ملی کوه کنیا که در سال ۱۹۴۹ افتتاح شد منطقه‌ای به‌وسعت ۷۱۸ کیلومتر مربع را در بر می‌گیرد و شماری از انواع جانوران بزرگ‌جثه همچون فیل، بوفالو، کرگدن سیاه و پلنگ و نیز گونه‌هایی نادر و در معرض خطری همچون گورخر زال در آن یافت می‌شوند. زیستگاه این پستانداران ارتفاعات ۱٬۵۲۴ تا ۴٬۵۷۲ متری کوه است که جنگل‌هایی انبوه آن را پوشانده‌اند.
دامنه‌های پایینی کوه کنیا بسیار حاصلخیز است و کیکویوها، مروها و امبوها در آن کشت و زرع می‌کنند. این کوه همچنین نقطه‌ای کانونی در طول ناآرامی‌های مائومائوها در فاصلهٔ سال‌های ۱۹۵۲ تا ۱۹۵۶ بود.
مردمان کیکویو از کوه کنیا با عنوان Kirinyaga یا Kere-Nyaga به معنای «کوه سپیدی» نام برده و آنرا احترام می‌کنند زیرا معتقدند که خدایشان انگای در این کوه خانه دارد.

## تاریخچهٔ اکتشاف و صعود
یوهان لودویگ کراف، مبلغ مذهبی آلمانی، نخستین اروپایی‌ای بود که در سال ۱۸۴۹ این کوه را یافت و ساموئل گروف تلکی، سیاح مجارستانی در سال ۱۸۸۷ و جان والتر گرگوری، زمین‌شناس بریتانیایی در سال ۱۸۹۳ موفق به صعود تا بخشی از این کوه شدند. اما در سال ۱۸۹۹، جغرافی‌دان بریتانیایی هالفورد جان مکیندر همراه با راهنماهای سوئیسی خود به نام‌های سزار اُلیه و ژوزف بروشرل توانستند به عنوان نخستین صعودکنندگان به قلهٔ کوه کنیا برسند.
سالانه افراد بسیاری از سرتاسر دنیا برای صعود به کوه کنیا به این منطقه می‌آیند. در شمال غربی کوه شهر نانیوکی قرار دارد که فاصله‌اش تا نایروبی در جنوب آن با قطار تقریباً ۱۹۰ کیلومتر است. این شهر همراه با نارو مورو واقع در غرب کوه از مهمترین پایگاه‌های صعود به کوه کنیا هستند.

## نگارخانه

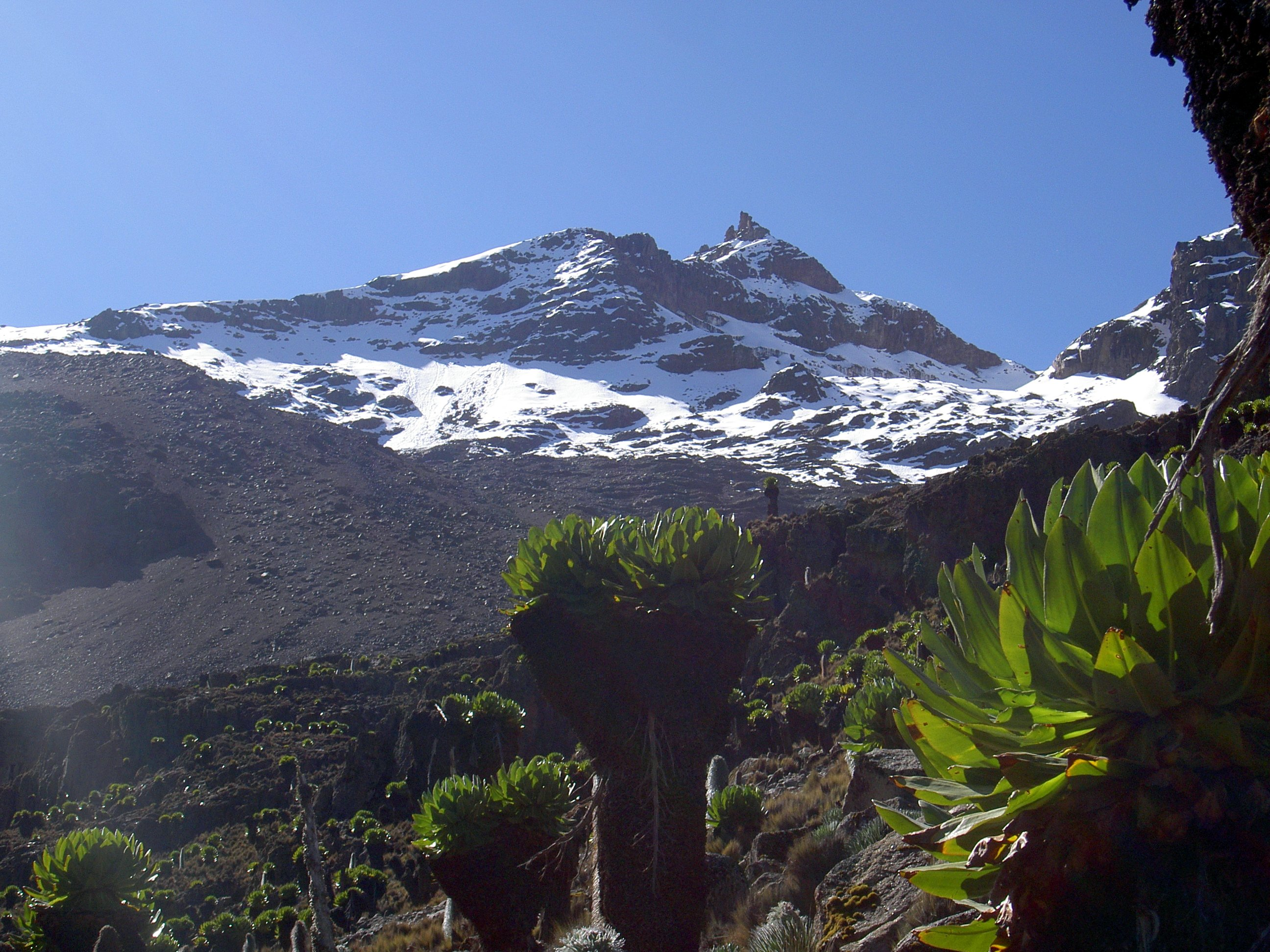
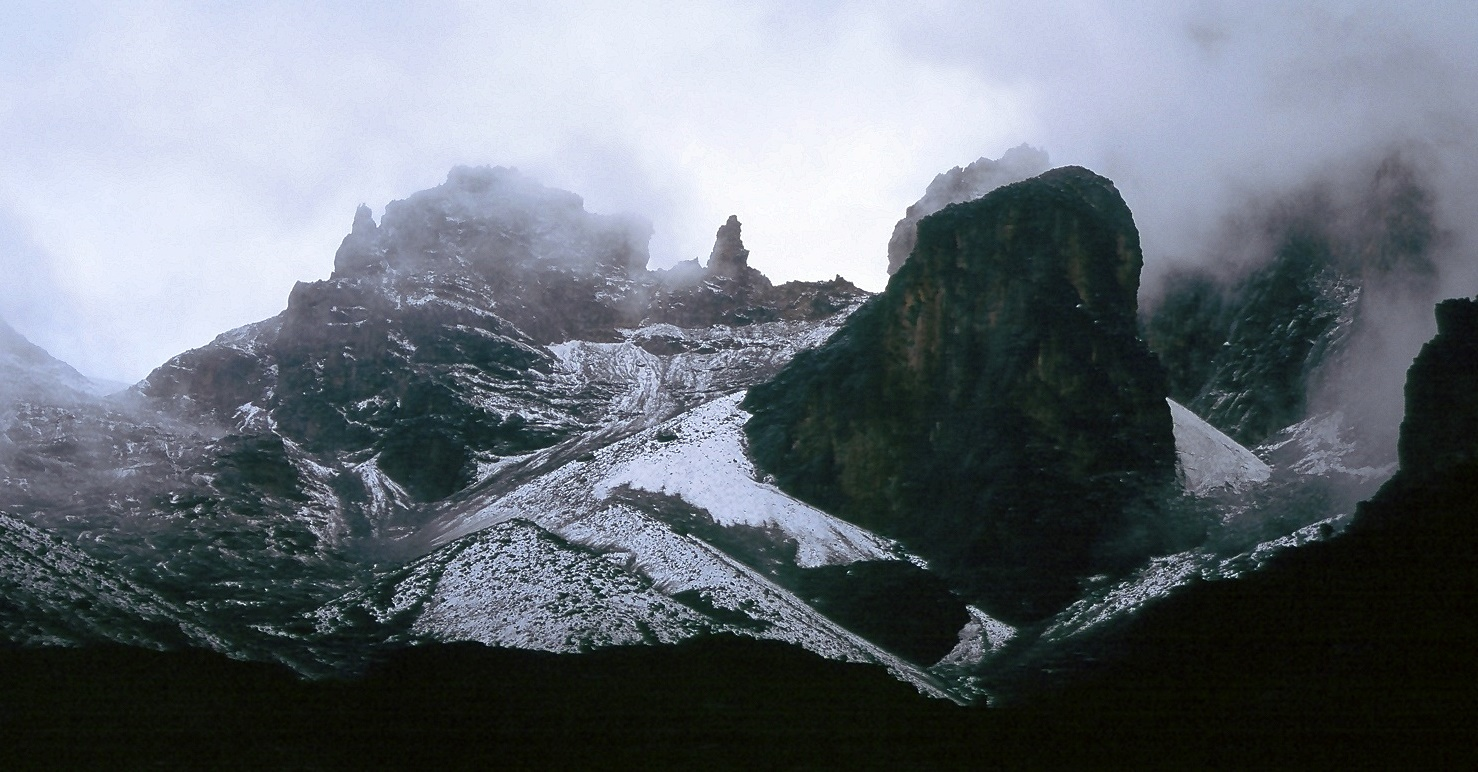
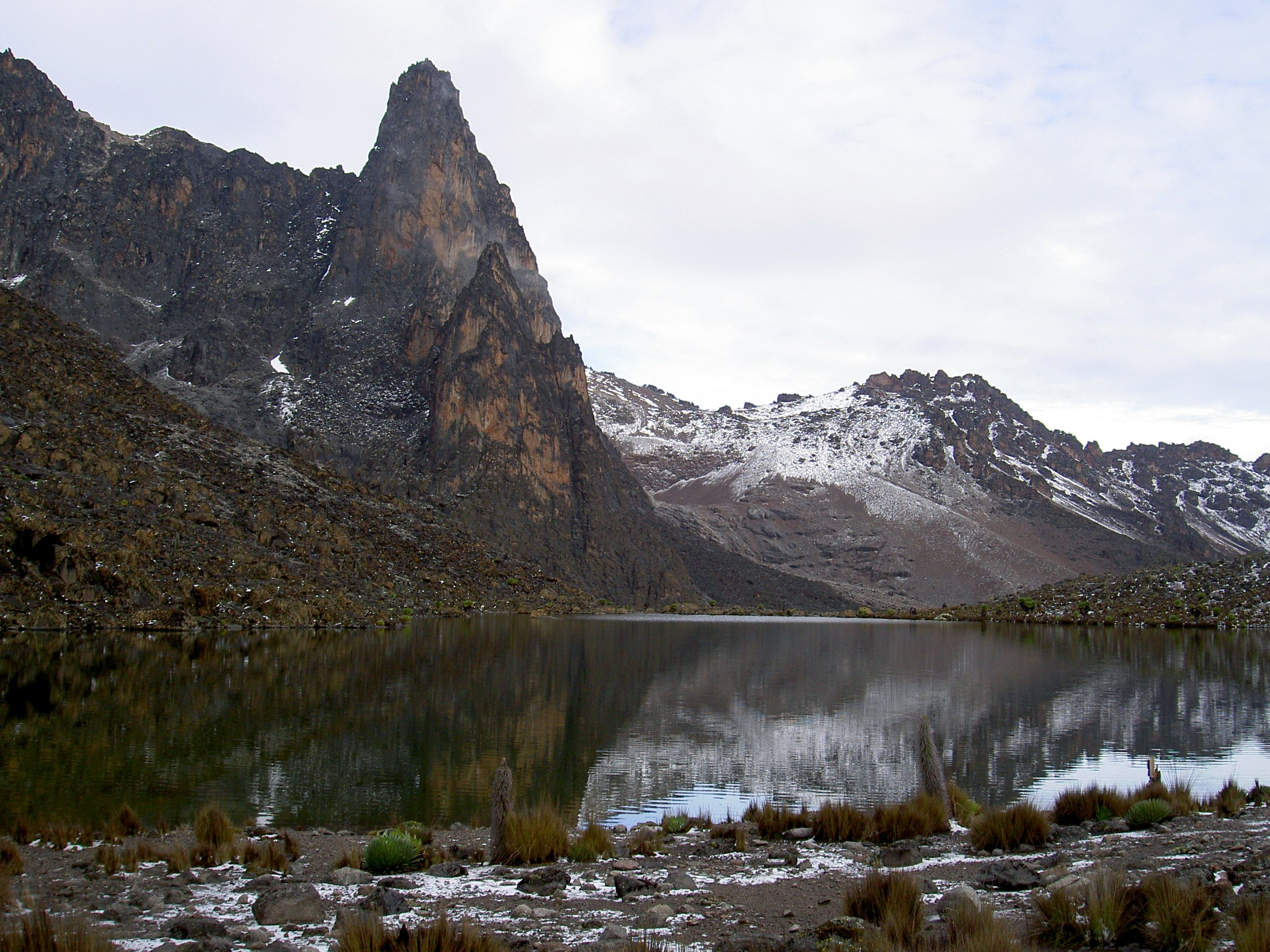
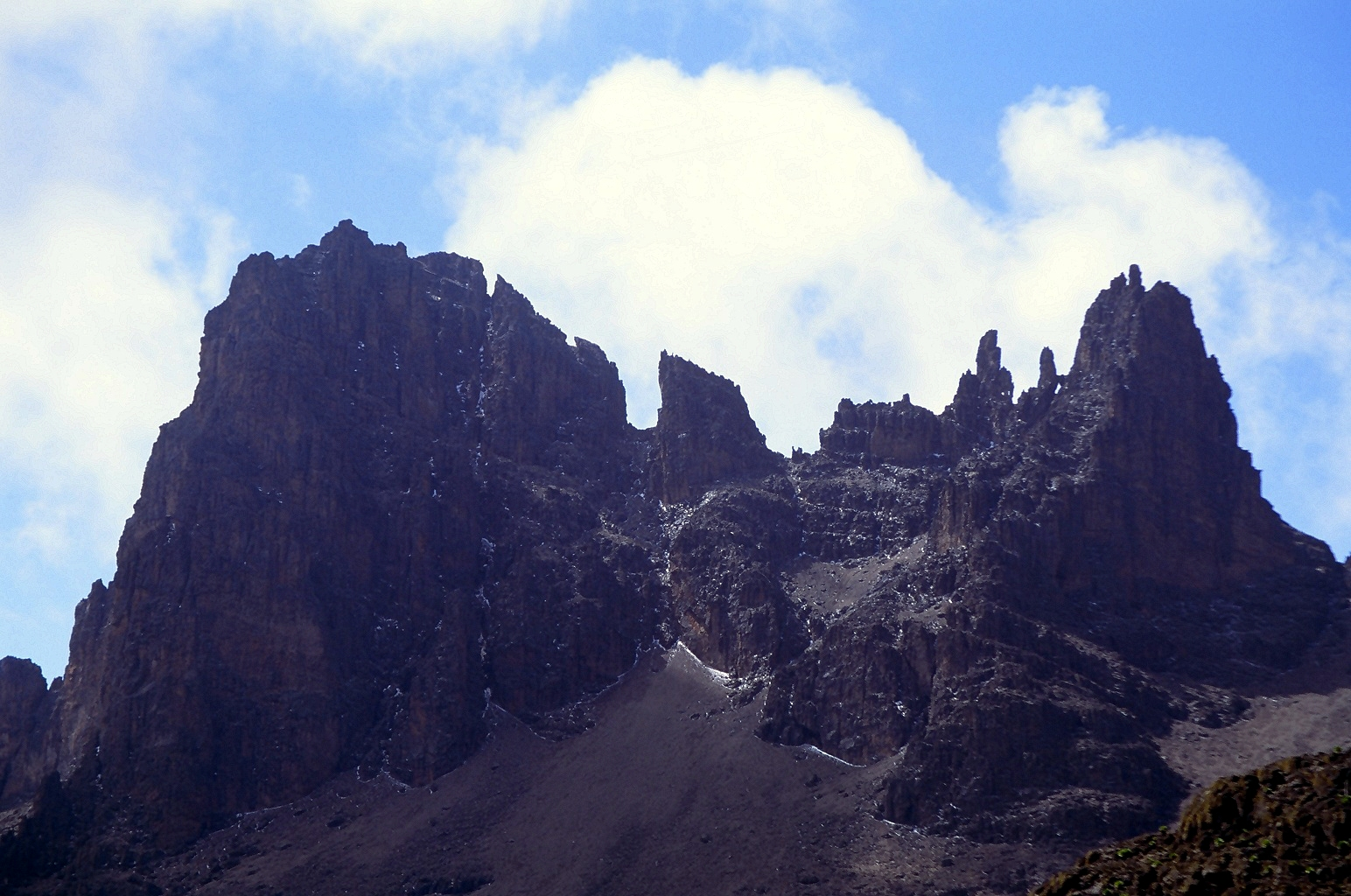
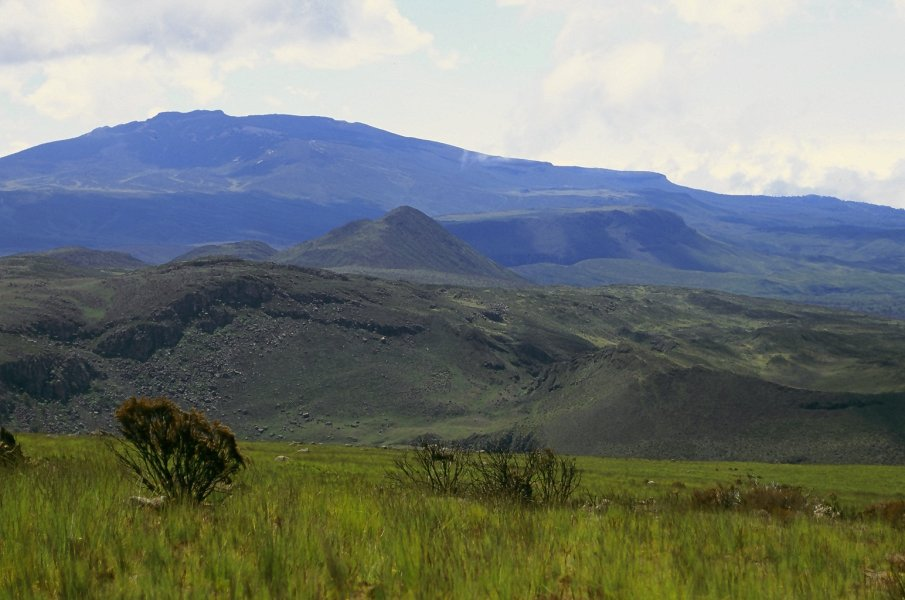